# Ratanmal
Ratanmal fou un estat tributari protegit, del tipus thakurat garanti, inicialment a l'agència de Bhopawar i després a l'agència de Malwa, a l'Índia central. La superfície era de 83 km² i la població de 1.200 habitants (el 1881 consten només 468). Tenia uns ingressos estimats de 5.000 rupies i no pagava tribut. Tenia mines d'agates. El territori era muntanyós i cobert amb jungla. El seu nom derivava d'un cim a uns 1.240 metres d'altura a la part sud de l'estat.
El sobirà portava el títol de thakur i era un rajput ponwar. Era vassall de Jhabua. El 1881 era thakur Dhirap Singh, nascut el 1878.